# Escombroidosis
La escombroidosis es una intoxicación alimentaria que se produce por el consumo de ciertos pescados conservados de forma inadecuada.

La escombroidosis puede causar urticaria.

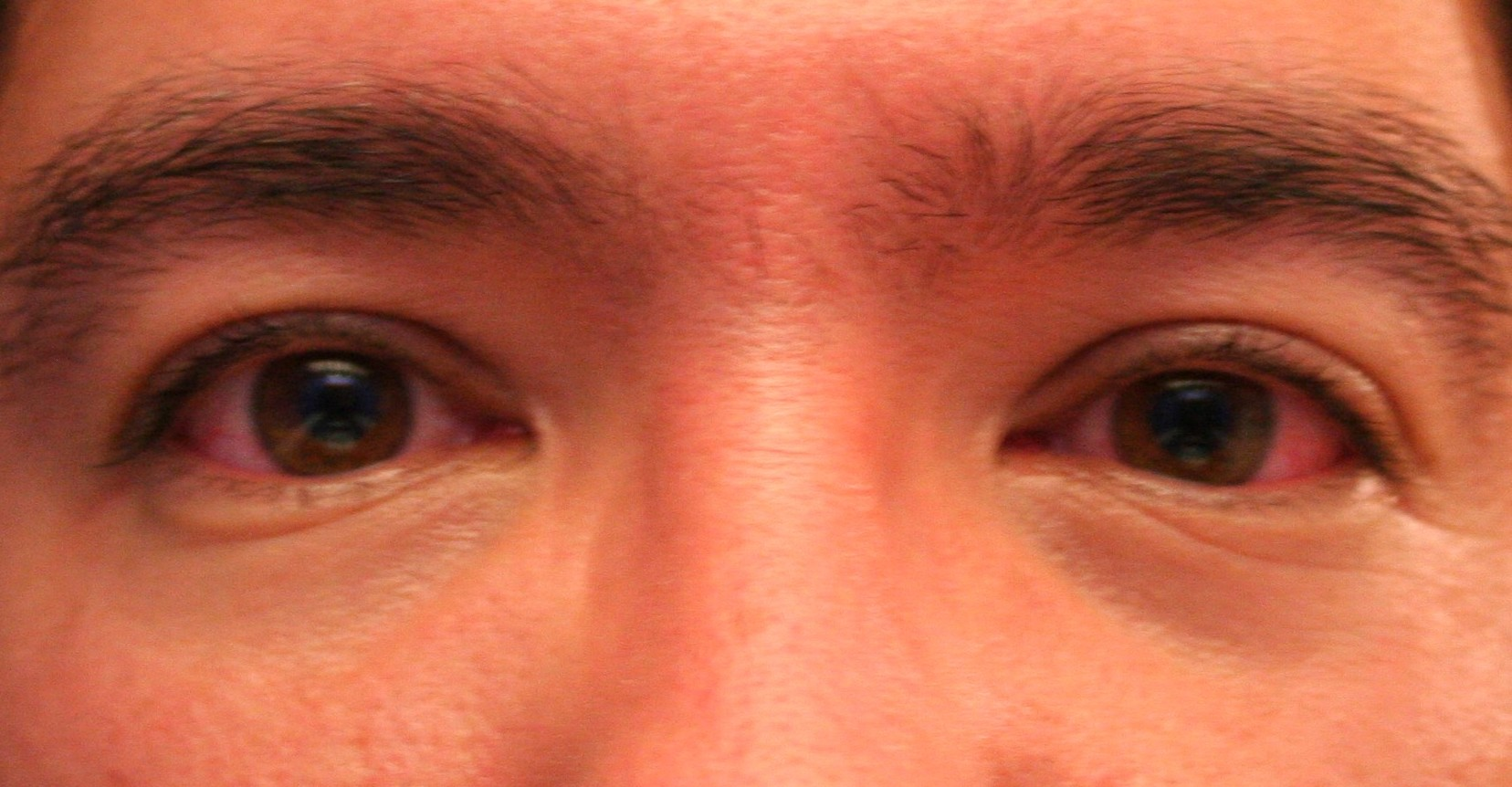
Enrojecimiento de la cara en un paciente con escombroidosis

## Causa
Las especies más frecuentemente implicadas pertenecen a la familia Scombridae, como el atún, el bonito y la caballa. También pueden provocarla otros peces como el salmón, la sardina y el arenque. Se produce porque en la carne de estos peces, si no están bien refrigerados, tiene lugar la decarboxilación del aminoácido histidina, produciéndose histamina, que al ser ingerida provoca diversos síntomas en el individuo afectado, el más llamativo es enrojecimiento de la piel. Cocinar, ahumar o congelar posteriormente no elimina la histamina.

## Cuadro clínico
Se trata de una intoxicación que generalmente no reviste gravedad. Se manifiesta por erupción en la piel, urticaria y enrojecimiento en cara y cuello. También es habitual la existencia de dolor de estómago, náuseas, vómitos, diarrea y sensación de calor. En los casos más graves, puede aparecer taquicardia y descenso o elevación de la presión arterial, dolor de cabeza, calambres musculares e incluso pérdida de visión y dificultad respiratoria por broncoconstriccion.